# Vincenzo di Meglio
Vincenzo di Meglio (Nàpols, Campània, 9 d'abril de 1825 - 12 d'abril de 1883) fou un pianista i compositor italià del Romanticisme.
Estudià en el Conservatori de la seva ciutat natal i es dedicà especialment a l'ensenyança, component a més, les òperes Ermelinda i Giocrisse, l'oratori Tre ore di agonia, i gran nombre de peces instrumentals i vocals com Andante e allegro, Op.67, Lu passariello, Piano Trio, Op.140.